# Armin Hüppin
Armin Hüppin (* 14. Januar 1960, heimatberechtigt in Wangen) ist ein Schweizer Politiker (SP).
Der eidgenössisch diplomierte Förster ist wohnhaft in Wangen. Er arbeitete in seinem Kanton als Revierförster.
1980 trat Hüppin der SP bei und wurde 1992 Präsident der Ortspartei. Auf kommunaler Ebene war er in mehreren Gremien tätig und wurde im Jahr 2000 in den Regierungsrat gewählt. Zwischen dem 1. Juli 2000 und dem 30. Juni 2012 leitete er das Departement des Innern. Von 2010 bis zu seinem Rücktritt 2012 war er zudem Landammann (Regierungsratspräsident) des Kantons Schwyz.
Seit Juli 2012 ist Hüppin Geschäftsführer der Genossame Lachen.